# Zangeres Zonder Naam
Maria Servaes-Bey, detta Mary, nota anche con lo pseudonimo di Zangeres Zonder Naam (Leida, 5 agosto 1919 – Horn, 23 ottobre 1998), è stata una cantante olandese, professionalmente in attività dalla fine degli anni cinquanta all'inizio degli anni novanta.
Soprannominata la "regina del levenslied", nel corso della propria carriera incise oltre una trentina di album e vendette oltre 17 milioni di dischi. Fece inoltre parte del duo Johnny & Mary (assieme a Johnny Hoes) e del duo Jerry & Mary Bey (assieme al fratello Jerry Bey).
Tra i suoi brani di maggiore successo, figurano Ach vaderlief, toe drink niet meer, Keetje Tippel, Mandolinen in Nicosia, De meid van de straat, Mexico, Slavenkoor, ecc.

## Biografia

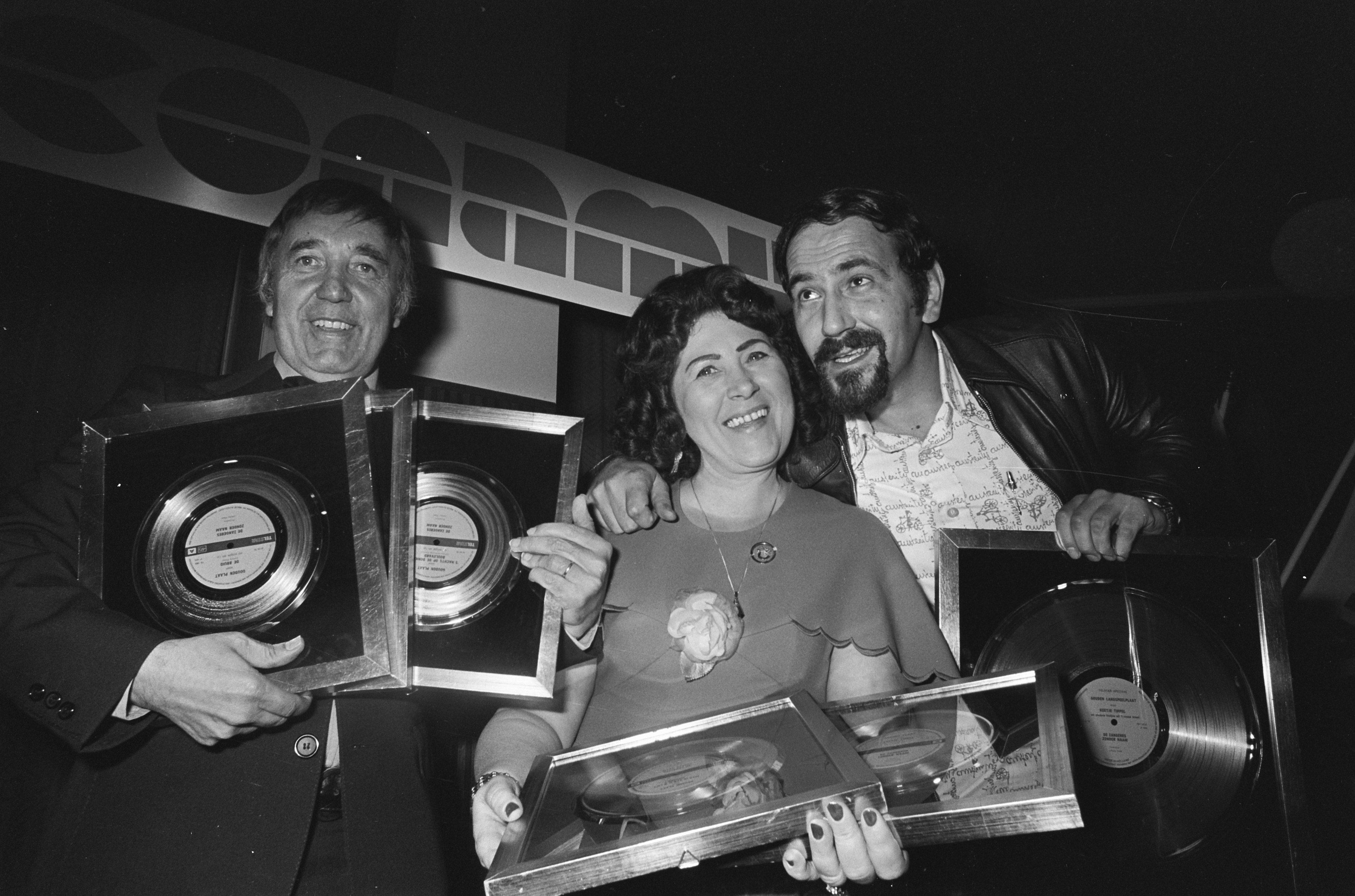
Zangeres Zonder Naam assieme a Johnny Hoes (a sinistra nella foto) nel 1975

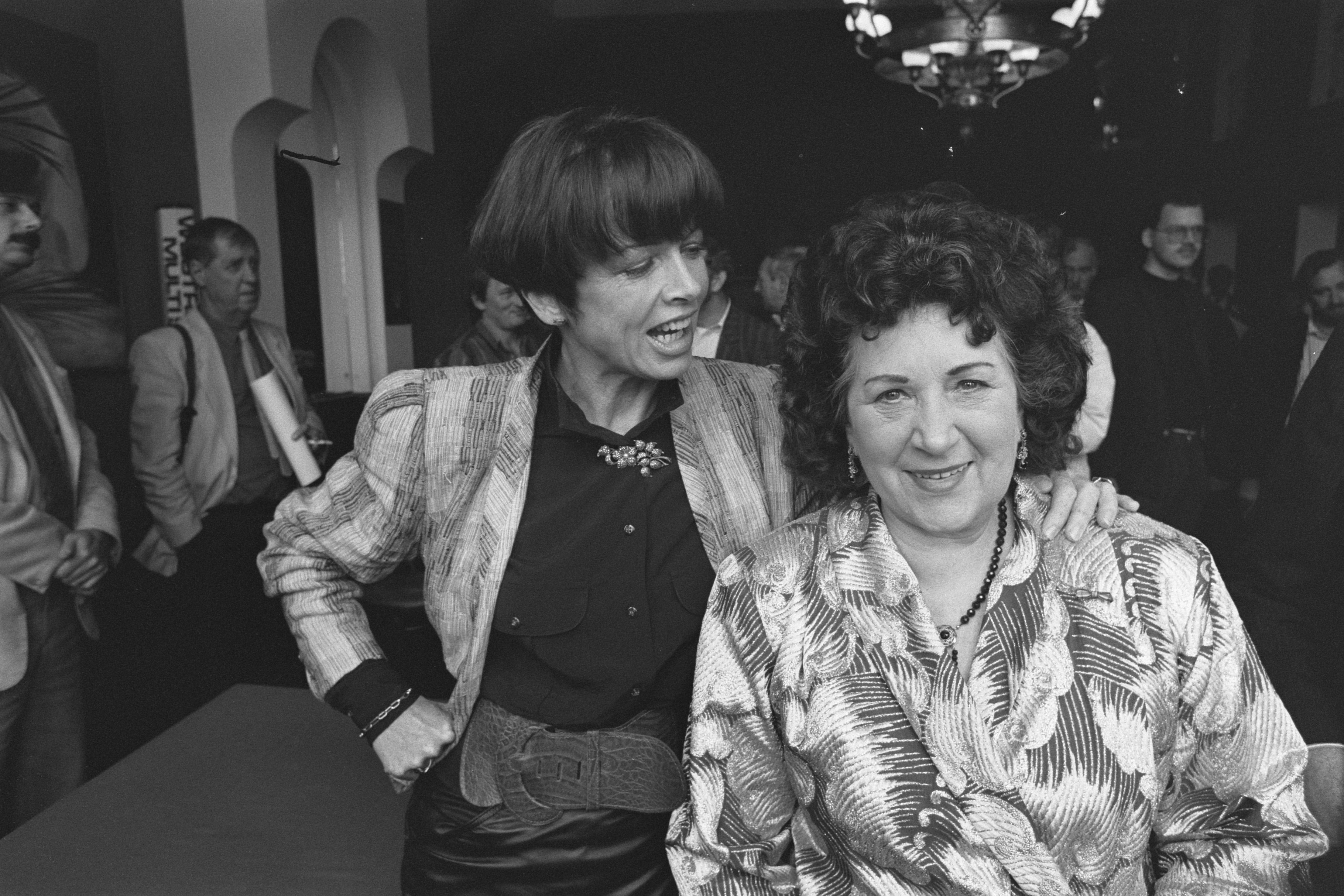
Zangeres Zonder Naam (a destra nella foto) assieme a Sonja Barend nel 1987

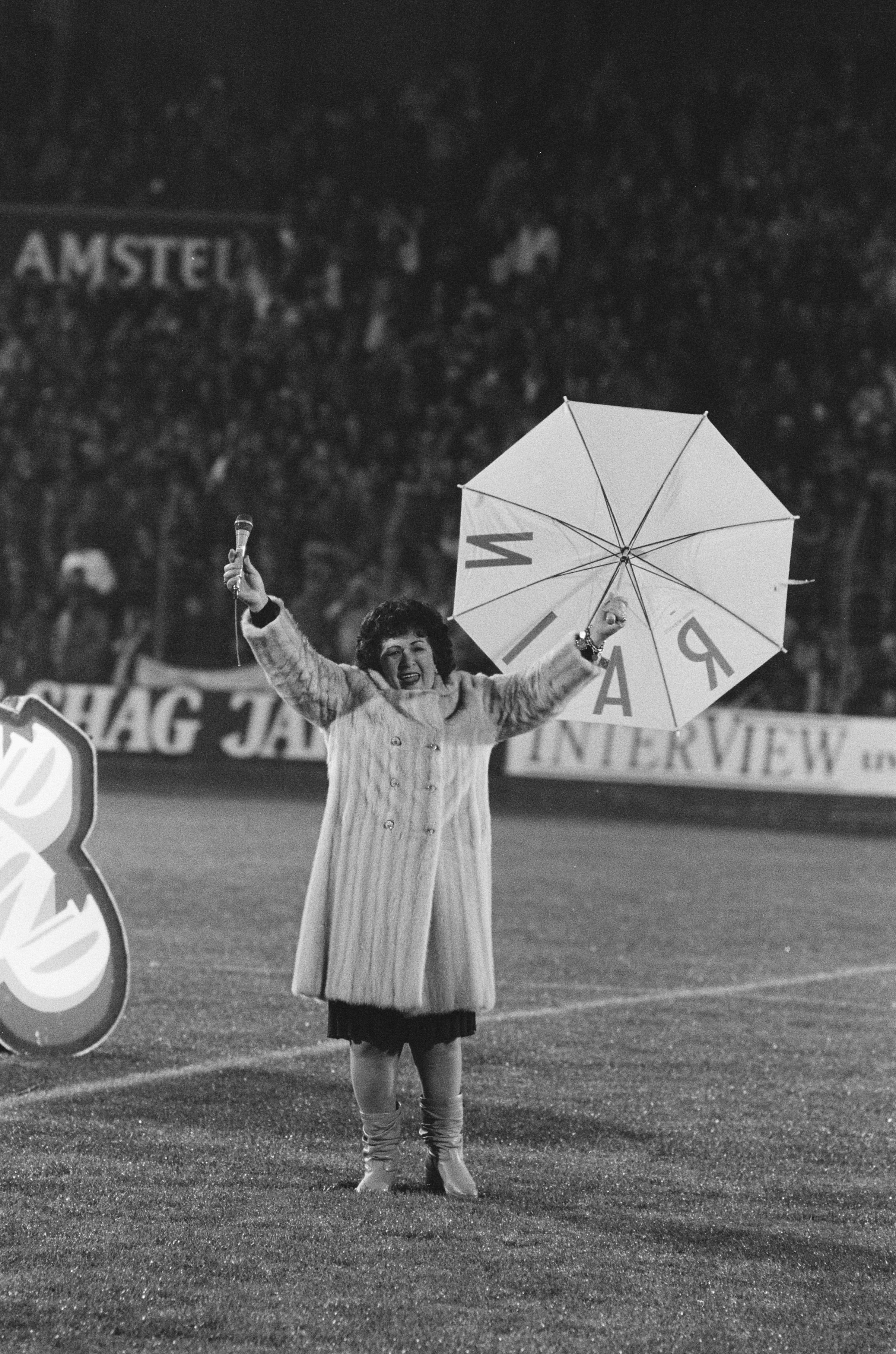
Zangeres Zonder Naam si esibisce all'Olympisch Stadion

Maria "Rietje" Bey nasce a Leida il 5 agosto 1919: è l'ottava di dieci fratelli.
Trascorre gran parte della propria infanzia e adolescenza in un letto d'ospedale a causa di un frammento osseo che va a toccare un nervo della gamba.
Al termine della seconda guerra mondiale, trova un impiego come domestica in una casa di Maastricht e si sposa con Jo Servaes (?-1990).
Nel 1957, le sue doti canore vengono notate dal cantautore e produttore discografico Johnny Hoes, che le fa firmare un contratto con l'etichetta discografica Phonogram. Due anni dopo, pubblica il suo primo singolo Ach vaderlief, toe drink niet meer, che raggiunge la Top Ten delle classifiche dei Paesi Bassi.
A partire dal 1964, inizia ad esibirsi assieme a Johnny Hoes, formando saltuariamente il duo Johnny & Mary. Assieme a Hoes incide vari singoli di successo come De voddenraper van Parijs.
Nel 1972, incide i singoli di successo De mandolinen van Nicosia (che raggiunge il quinto posto della classifica) e Slavenkoor.
Nel 1977, pubblica per l'ultima volta negli anni settanta un album con l'etichetta Telstar (l'etichetta fondata da Johnny Hoes): si tratta di un album di cover, in cui Zangeres Zonder Naam interpreta alcuni successi di Édith Piaf. Il passaggio all'etichetta discografica Bovema segna anche la fine della collaborazione con Johnny Hoes.
Negli anni ottanta, usciranno però ancora degli album di Zangeres Zonder Naam su etichetta Telstar, tra cui alcune raccolte e l'album natalizio Vrolijk Kerstfeest (1981).
Nel 1987, dà l'addio alle scene con un concerto a Tilburg e, nel gennaio dell'anno seguente, esce il suo ultimo singolo, intitolato Mijn leven. Tuttavia, dopo alcune pressioni del pubblico, sei anni dopo decide di pubblicare un nuovo album, dal titolo Koningin van het levenslied.
Sofferente della malattia di Alzheimer, Zangeres Zonder Naam muore il 23 ottobre 1998 in un ospedale di Horn, nel Limburgo, per un arresto cardiaco, all'età di 79 anni.

## Discografia parziale

### Album
- 1973 – De beste
- 1973 – De meestgevraagde liedjes
- 1973 – De meid van de straat
- 1973 – Liedjes uit het hart gegerepen
- 1974 – Als ierse kinderen huilen
- 1974 – Het parelsnoer
- 1975 – Keetje tippel
- 1975 – Liedjes die je nooit vergeet
- 1975 – Liedjes die je nooit vergeet deel 2
- 1975 – Mijn eerste successen 1
- 1975 – Mijn leven
- 1975 – M'n eerste successen 2
- 1976 – De bedelaar van Parijs
- 1976 – Daar ben ik weer
- 1977 – Zangeres Zonder Naam zingt Édith Piaf
- 1979 – Dertig juweeltjes uit 45 jaar
- 1980 – De beste
- 1980 – Een dozijn gouden successen Nr. 1
- 1981 – Bijna 2000 jaar geleden
- 1981 – Een dozijn gouden successen Nr. 2
- 1981 – Met Mary de wereld rond
- 1982 – Vrolijk Kerstfeest
- 1982 – Dagelijkse dingen
- 1983 – Zangeres Zonder Naam
- 1983 – Zangeres Zonder Naam & Vader Abraham (con Vader Abraham)
- 1986 – Leven in liefde
- 1986 – Live in Paradiso
- 1987 – Bedankt lieve mensen
- 1988 – Grootste successen
- 1990 – Het beste
- 1993 – Grootste successen
- 1997 – Mijn grootste successen
- 2004 – De allergrootste hit (raccolta postuma)
- 2004 – Mijn leven (raccolta postuma)